# Season of the Witch (canción)
Season of the Witch (Temporada de la bruja en español) es una canción escrita por el cantautor, poeta y guitarrista escocés Donovan y el músico estadounidense de folk rock Shawn Phillips, y lanzada por primera vez en septiembre de 1966 en el álbum de Donovan de la empresa Epic Records Sunshine Superman. La canción es un ejemplo temprano de rock psicodélico.

## Historia y grabación
Originalmente grabado por Donovan para su lanzamiento en los Estados Unidos, una versión de The Pandamonium fue lanzada en el Reino Unido como un sencillo en noviembre de 1966 (CBS 202462), mientras que la versión de Donovan finalmente se lanzó en el Reino Unido en junio de 1967 en la compilación de Pye Records Sunshine Superman. (La canción nunca fue lanzada como un sencillo, pero se convirtió en una canción muy popular entre los fanáticos, lo suficiente como para que el propio Donovan la tocara en vivo más que la mayoría de sus otros éxitos.
La grabación cuenta con Bobby Ray en el bajo y "Fast" Eddie Hoh en la batería. La inquietantemente espeluznante guitarra es proporcionada por Jimmy Page, entonces un notable guitarrista de sesión que trabaja en Inglaterra.

## Versiones
La canción ha sido cantada y han sacado sus propias versiones muchos artistas:
1. Julie Driscoll saco la versión de la canción en 1967 junto con Brian Auger y The Trinity en su álbum Open.
2. Al Kooper y Stephen Stills hicieron una versión de la canción en su álbum Super Session en 1968; el otro guitarrista destacado del álbum, Mike Bloomfield, realizó una versión con Kooper en un concierto de "Super Session" de Nueva York, finalmente lanzado en el disco en 2003 como The Lost Fillmore Concert Tapes 12-13-68, aunque una grabación posterior del concierto muestra a Bloomfield en declive solicita la canción diciendo que no le gustó la canción. La versión de Kooper-Stills ha sido veces versionadas en varias canciones de hip-hop. Esta versión también presenta a Eddie Hoh "Rápido" en la batería, que tocó en la grabación original de Donovan.
3. Sam Gopal saco una versión de la canción en su álbum Escalator.
4. La banda de Rock ácido Vanilla Fudge logró un éxito leve con una versión de "Season of the Witch" en su álbum Renaissance en 1968.
5. Terry Reid realizó una versión de diez minutos de esta canción en su álbum debut de 1968, Bang Bang, You're Terry Reid.
6. La banda psicodélica sudafricana Suck grabó una versión de la canción en su álbum Time to Suck en 1970.[5]
7. La banda estadounidense Hole saco su versión de la canción "Season of the Witch" durante su sesión de MTV Unplugged
8. La banda de rock alternativo Luna lo lanzó su versión como sencillo (1996).
9. El falso "supergrupo" The Masked Marauders interpretó la canción en su único LP, con voces de imitadores de Bob Dylan y Mick Jagger.
10. Una demostración de la canción aparece en las reediciones de Jellyfish's Bellybutton & Spilled Milk Deluxe, así como en el conjunto de cajas Fan Club (From the Rare to the Unreleased ... And Back Again).
11. Una Versión de por Robert Plant varias veces en vivo. La primera vez fue en el popurrí "Es por eso que estoy de humor" en 1993; También en 1999, cuando realizó una gira con su proyecto de corta duración Priory of Brion y en 2001, cuando realizó una gira con su (entonces) banda de acompañamiento Strange Sensation.
12. Una versión de la canción fue interpretada por el Dr. John en la banda sonora de Blues Brothers 2000; La versión del Dr. John se reproduce durante la escena en la que la banda llega a las tierras pantanosas, y aparece en el álbum de la banda sonora.
13. Joan Jett saco su versión en su álbum Naked
14. Hay una versión de la canción por Richard Thompson en el álbum de la banda sonora de Crossing Jordan Jordan Crossing; Esta versión se utilizó en la secuencia de apertura de un episodio de la serie de televisión, Crossing Jordan.
15. Hay una versión con Jenny Devivo en el álbum Hed Kandi Nu Cool 4 en 2000.
16. Vanilla Fudge saco su versión en el álbum The Return de 2002.
17. Lovewood en el álbum Halloween (Live at the Kings Arms) de 2001
18. The Strangelings incluyó una versión de "Season of the Witch" en su álbum del mismo nombre en 2007.
19. La cantante Karen Elson saco su versión en el lado B de su primer sencillo de su álbum debut de 2010
20. El poeta y músico, Alan Pizzarelli como "Boneyard, Ghoul of the Blues" en su álbum debut de 2010, Voices from the Grave.
21. El cantante irlandés Mundy saco su versión[6]

## Versión de Lana Del Rey
El 9 de agosto de 2019, la cantante estadounidense Lana Del Rey lanzó una versión de la canción para la película, Historias de miedo para contar en la oscuridad.

### Hechos
El 5 de agosto, CBS Films and Entertainment One anunció que la película de Guillermo del Toro Historias de miedo para contar en la oscuridad presentaría una versión de "Seasons of the Witch" de Lana Del Rey. La canción apareció en el primer avance oficial de la película. Al día siguiente, 6 de agosto, Del Rey presentó a Del Toro con su estrella en el Paseo de la Fama de Hollywood y bromeó con la canción en sus redes sociales. La versión de Del Rey de la canción fue lanzada para descarga digital y transmisión el 9 de agosto, el mismo día en el estreno de la película y el mismo día en que lanzó el sencillo político "Looking for America".
Mientras hablaba de su elección de que Del Rey cantara el tema de la película, Del Toro declaró: "He admirado la música de Lana por un tiempo y sentí en mis entrañas que ella correría con 'Season of the Witch' - que ella usaría su alquimia para transformarlo. Ella es una gran artista y ha sido una increíble compañera con nosotros en esta aventura. Es un honor para mí haberla conocido ”.

### Recepción
Mirko Parlevliet de Vital Thrills elogió la combinación del sonido de Del Rey y la estética vintage de la película. Savannah Sicurella de Paste declaró: "Del Rey logró capturar la sensación espinosa y macabra de las populares historias de Alvin Schwartz en las que se basó la película".

## La canción en televisión y otros medios
La canción ha sido utilizada en varias series de televisión, documentales y otros medios de comuncacion
- La canción se reprodujo débilmente durante una escena de la serie de televisión de 1998 From the Earth to the Moon - Episodio 2.
- La canción aparece en la película de 1979 More American Graffiti y también aparece en el álbum de la banda sonora.
- Se reproduce al final de la película de Gus Van Sant To Die For (1995)
- La canción se usó repetidamente en la serie Crossing Jordan.
- Fue presentado en el episodio de House "Words and Deeds".
- Se puso la canción al final del episodio de Grimm "The Thing with Feathers".
- La canción se usó en el séptimo episodio en la vigésima primera temporada de Simpsons "Rednecks and Broomsticks", con temas de brujería.
- La canción apareció en el cierre de True Blood, versión de Karen Elson, temporada 4, episodio 3, "If You Love Me, Why Am I Dying '? (2010)
- Fue incluido en la película de 2010 The Other Guys a las 1:12 en la película.
- Fue utilizado en un anuncio de 2010 para Microsoft Windows Phone 7.
- También apareció en el documental de HBO Reagan durante un montaje de imágenes de manifestaciones en California a finales de los años sesenta.
- La canción apareció en un episodio de American Horror Story: Coven: en 2013.
- La canción aparece en la película japonesa de 2004 Lakeside Murder Case.
- Una versión de la canción de Audiomachine con Molly suena en el tráiler de Maleficent: Mistress of Evil lanzado en mayo de 2019.[16]

### Homenajes

#### Películas
El título de la canción se ha reutilizado para tres películas:
1. Season of the Witch (1973) de George Romero
2. Halloween III: Season of the Witch
3. Season of the Witch película de 2011

Season of the Witch también se utilizó como título provisional para tres películas:
- Mean Streets de Martin Scorsese (1973)
- Los otros chicos de Adam McKay (2010)
- Las sombras oscuras de Tim Burton (2012)

#### Libros
- Season of the Witch, una novela de ciencia ficción de 1968 de Hank Stine
- The Season of the Witch, una novela de 1971 de James Leo Herlihy
- Season of the Witch: Cómo el ocultismo salvó el rock and roll, un libro de no ficción de 2014 de Peter Bebergal
- Season of the Witch: Enchantment, Terror, and Deliverance in the City of Love, un libro de no ficción de 2013 sobre la historia cultural de San Francisco, de David Talbot

#### Discográfica
- El título de la canción inspiró al productor discográfico Joe Boyd a nombrar a su compañía Witchseason Productions